# 가슴샘
가슴샘 또는 흉선(胸腺, 영어: thymus)은 가슴뼈 뒤쪽에 위치한 면역계의 특별한 기관이자 척추동물의 내분비샘 가운데 하나이다. 면역계에서 중추 림프구를 담당하고 있는 기관이다. 흉선 내에서 T세포가 성숙한다. T세포는  신체가  외부 병원체에 후천 면역을 하는데 중요한 역할을 한다. 흉선은 사춘기에 가장 커졌다가 성인이 되면서부터 점차 퇴화한다.
[[ 흉선은 T세포의 수가 감소하고 자가면역 다내분비 증후군 1형, 근감소증 등의 자가면역 질환을 초래할 수 있다. 이들은 흔히 흉선종이라고 불린다. 흉선을 제거하는 것을 흉선절제술이라고 한다. 고대 그리스 시대부터 흉선이 신체의 일부로 확인되어 왔지만, 면역체계에서 흉선의 기능이 명확해진 것은 1960년대 이후이다 ]]

## 위치
가슴의 정중앙 부위에 위치하며, 가슴뼈 가운데 부분인 흉골의 바로 뒤, 좌우 폐의 사이, 심장의 바로 앞에 자리한다. 가슴 부위의 종격동 앞쪽에 위치한다.

## 구조
어린이의 흉선은 분홍빛을 띄고, 부드럽다. 출생시기는 약 4-6cm, 폭은 2.5-5cm, 두께는 약 1cm이다. 사춘기까지 크기가 커지며, 여기에서 크기는 약 40-50g일 수 있으며, 성장 과정 중에 크기가 줄어든다.
두 개의 엽으로 이루어져 있으며, 상중선에서 만나 목의 갑상선 아래에서 네 번째 늑골의 연골 아래까지 뻗어 있다. 엽은 피막으로 덮여있다. 흉선은 흉골 뒤에 있고 심낭 위에 놓여 있으며 근막층에 의해 대동맥 아치와 거대한 혈관들로부터 분리된다. 좌측 상완정맥은 심지어 흉선 안에 내장될 수도 있다. 목에서는 기관의 앞쪽과 옆, 흉골과 흉골 갑상샘 근육 뒤에 놓여 있다.

### 조직학
흉선은 두 개의 엽으로 구성되어 있으며, 가운데에 합쳐져 있고, 내부로 혈관과 함께 뻗어 있는 피막으로 둘러싸여 있다. 엽은 세포가 많은 외부 피질과 밀도가 낮은 내부 피질로 구성되어 있다. 엽은 직경 0.5-2mm의 작은 엽으로 나뉘며, 그 사이에는 중격을 따라 피막으로부터 방사형 삽입물을 압출한다.
피질은 주로 흉선세포와 상피세포로 이루어져 있다. 미성숙한 T세포인 흉선세포는 미세한 가지의 상피 망상세포의 조직에 의해 지지되며, 이 조직은 혈관으로 가는 모험심을 형성하며, 혈관은 수막과의 접합부 근처에서 중격을 통해 피질로 들어간다. 흉선에는 대식세포, 수지상세포, 소량의 B세포, 호중구, 호산구 등 다른 세포들도 존재한다.
피질에서 상피세포의 네트워크는 피질에서보다 더 거칠고 림프세포는 상대적으로 그 수가 적다. 하솔의 소립체(흉선 소립체라고도 함)라고 불리는 동심원형의 둥지 모양의 물체는 골수 상피세포의 집합에 의해 형성된다. 하솔의 소립체는 평생 동안 수적으로 증가하는 상피세포의 동심원형, 층층이 있는 소용돌이들이다.

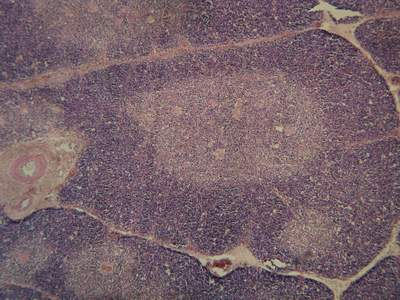
흉선의 소엽을 보여주는 현미경 사진. 피질(자주색이 더 깊은 부분)은 덜 조밀하고 가벼운 골수를 둘러싸고 있다.
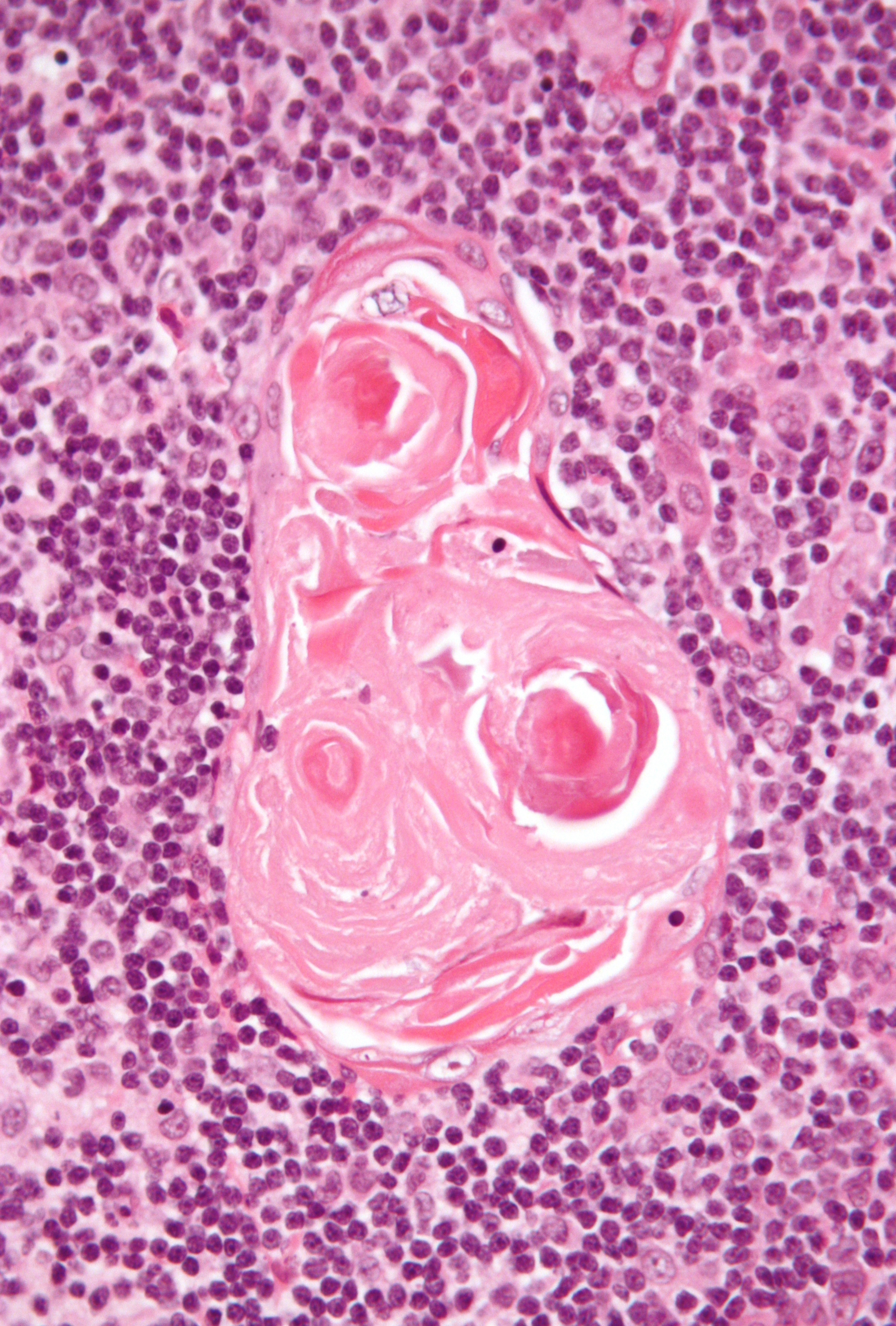
흉선의 물속에서 발견되는 하솔의 소체를 보여주는 현미경 사진

### 혈액 및 신경공급
흉선을 공급하는 동맥은 내흉동맥과 하갑상선동맥의 가지로, 상갑상선동맥의 가지가 가끔 보인다.
가지는 흉선에 도달하여 피막의 중격과 함께 피질과 수초 사이의 영역으로 이동하며, 흉선 자체로 들어가거나, 직접 피막 안으로 들어간다. 흉선의 정맥은 좌상두정맥, 내흉정맥, 하갑상선정맥에서 끝난다. 간혹 정맥은 상정맥에서 직접 끝날 때도 있다.
림프는 동맥과 정맥을 동반하여 흉선으로부터 멀어진다. 이들은 상완골, 기관기관지 및 외부 림프절로 유출된다.
신경은 미주 신경과 경부 교감 사슬에서 나온다. 식상 신경에서 나온 가지는 흉선의 캡슐에 도달하지만 흉선 자체에는 들어가지 않는다.

### 변이
두 개의 엽은 크기가 약간씩 차이가 있는데, 보통 좌엽이 우엽보다 높다. 흉선 조직은 선 위나 주변에 흩어져 있는 것을 발견할 수 있으며, 간혹 갑상샘 내에서 발견되기도 한다. 소아의 흉선은 다양하게 위쪽으로 뻗어 있으며, 때로는 갑상선만큼 높게 뻗어 있다.

## 기능
림프구와 상피세포 가슴샘세포로 이루어진 림프 기관이며, 호르몬을 분비하는 내분비선으로 인체의 심장 앞 위쪽에 위치한다. 좌우 둘로 나뉘어 제각기 평평한 삼각형 모양으로 되어 있다. 사춘기인 14~16세경에 무게와 기능의 최고점을 이루다 그 이후 서서히 감소한다. 가슴샘은 피질과 수질로 나뉘는데, 이때 피질에서 T세포가 만들어진다. 미성숙한 림프구를 T세포로 변화시키는 주요 임무를 가슴샘이 맡지만, 20세 이후 역할이 둔화됨과 동시에 신체의 여러 면역기능에서 빨간불이 들어오게 된다. 그리하여 가슴샘호르몬은 면역 및 호르몬 치료에도 중요한 몫을 담당한다. 가슴샘은 뼈의 성장을 촉진하는 기능을 하지만, 사춘기 이후에는 퇴화한다.

## 관련 질병
- 과민증
- 면역 부전
- 디조지 증후군
- 중증복합면역결핍병(SCID)
- HIV/AIDS
- 자가면역질환
- APECED
- 중증 근무력증
- 암
  - 가슴샘종
  - 림프종
  - 목 가슴샘 낭종(Cervical thymic cyst)

## 가슴샘절제술
가슴샘절제술(thymectomy)은 가슴샘을 제거하는 수술이다.

## 같이 보기
- T세포